# فرودگاه شهری برلی میونیسیپل
فرودگاه شهری برلی میونیسیپل (به انگلیسی: Brawley Municipal Airport) یک فرودگاه با کد یاتا BWC است که یک باند فرود آسفالت دارد و طول باند آن ۱۳۴۲ متر است. این فرودگاه در کشور ایالات متحده آمریکا قرار دارد .